# 昭关镇
昭关镇，是中华人民共和国安徽省马鞍山市含山县下辖的一个乡镇级行政单位。

## 行政区划
昭关镇下辖以下地区：
谢集社区、昭关村、褒北村、东兴村、潭泉村、同发村、后圩村和大宣村。

## 歷史沿革
1992年3月，昭关、谢集两乡合并为谢集乡。2004年4月25日，谢集乡更名为昭关乡。2005年12月8日，撤销昭关乡，设立昭关镇，镇政府驻谢集(原昭关乡政府驻地）。